# Бенелли, Сем
Сем Бенелли (итал. Sem Benelli; 10 августа 1877, Прато, Тоскана — 18 декабря 1949, Дзоальи, Лигурия) — итальянский поэт, сценарист и драматург, публицист, редактор, либреттист
.

## Биография
Родился в семье бедного ремесленника. На него оказали сильное влияние рабочие выступления рубежа XIX-XX веков и тяга к ценностям социальной справедливости. Занимался журналистикой и переводами. Редактировал журнал «La Rassegna Internazionale», был одним из основателей журнала итальянских футуристов «La Poesia, rassegna internazionale poetica» (ит.).
Во время Первой мировой войны Бенелли служил офицером армии. Позже вступил в Национальную фашистскую партию, участник фиумского конфликта 1919 года (когда итальянские фашистские отряды во главе с Г. Д’Аннунцио захватили югославский город). В 1921 году был даже избран депутатом от фашистов, но позже дистанцировался от фашистской идеологии. В 1924 году в знак протеста против убийства социалиста Джакомо Маттеотти вышел из фашистской партии, а в 1925 году он был среди подписавших Манифест антифашистской интеллигенции, составленный Бенедетто Кроче. 
В 1930-х годах участвовал в колониальной итало-эфиопской войне, которую описал в книге «Я в Африке» (1936). Позже эмигрировал в Швейцарию.

## Творчество

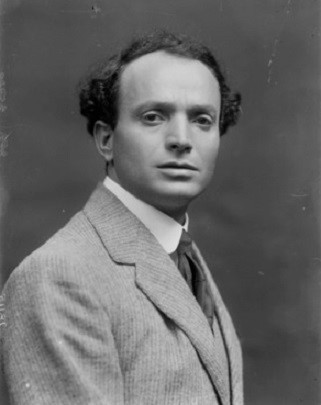
Сем Бенелли около 1915 года

Известный драматург, декадент, символист, сторонник футуризма.
В 1902 году написал свою первую драму. Как поэт дебютировал в 1905 году. Приобрёл известность в 1908‒1915 годах своими историческими драмами, написанными свободным стихом; Бенелли предстал в них неоромантиком и литературным соперником Г. Д’Аннунцио.
Автор ряда комедий и неоромантических драм, в которых воссозданы атмосфера и нравы Флоренции средневековья и эпохи итальянского Возрождения. Его поздние пьесы ‒ бытовые комедии нравов.
Наиболее известными были «Маска Брута» (1908), «Ужин шуток» (1909), «Любовь трёх королей» (1910), «Рваный плащ» (1911), «Росмунда» (1911), «Горгона» (1913), «Орфей и Прозерпина» (1928).
Автор либретто нескольких итальянских опер, среди которых «Росмунда» Эрардо Трентинальи, «Любовь трёх королей» (итал. L'amore dei tre re) и «Волшебство» (итал. L'incantesimo) Итало Монтемецци, «Ужин с шутками» Умберто Джордано (по мотивам своей одноимённой пьесы 1909 года).

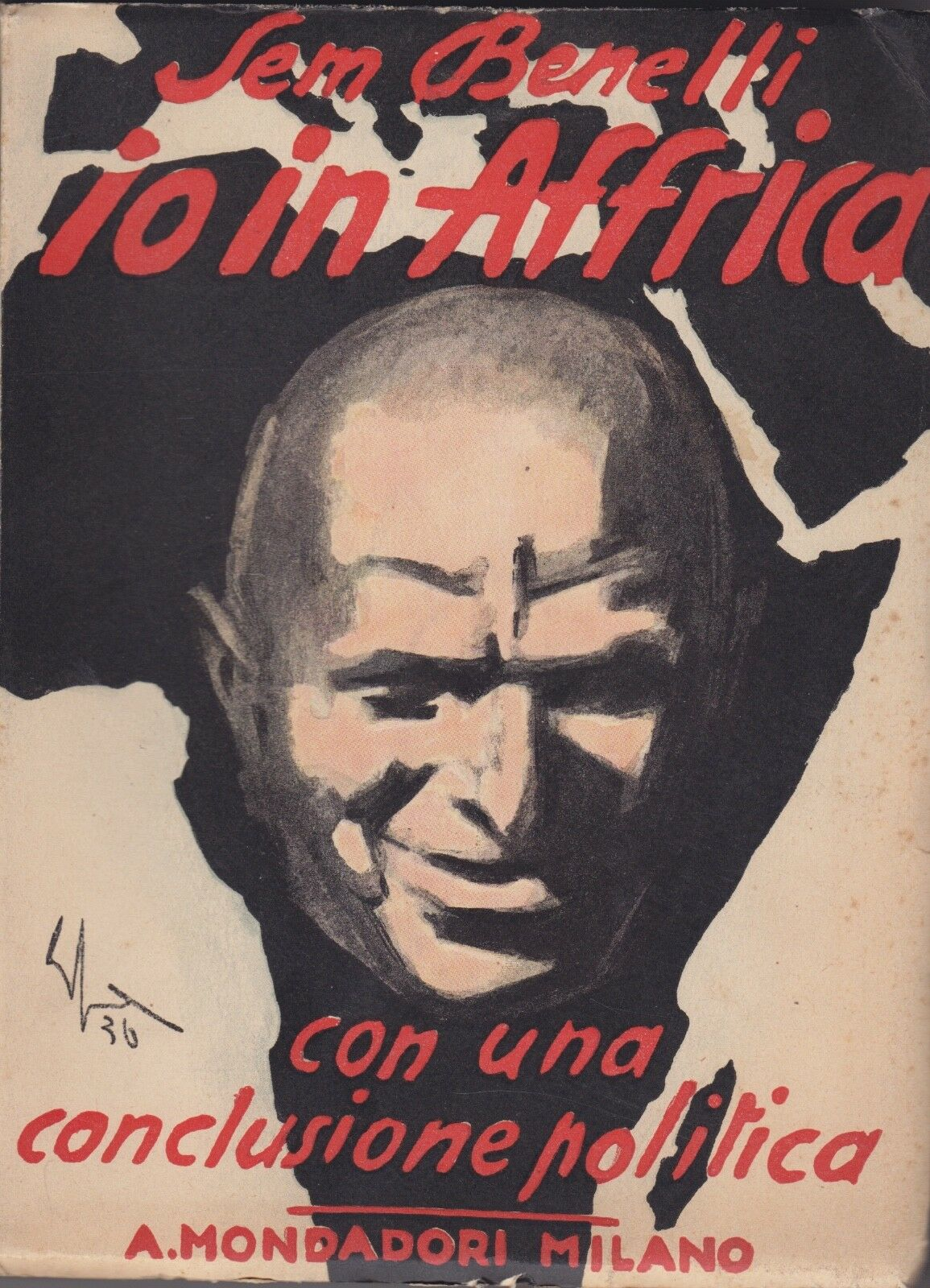
Книга С. Бенелли «Я в Африке» (1936)

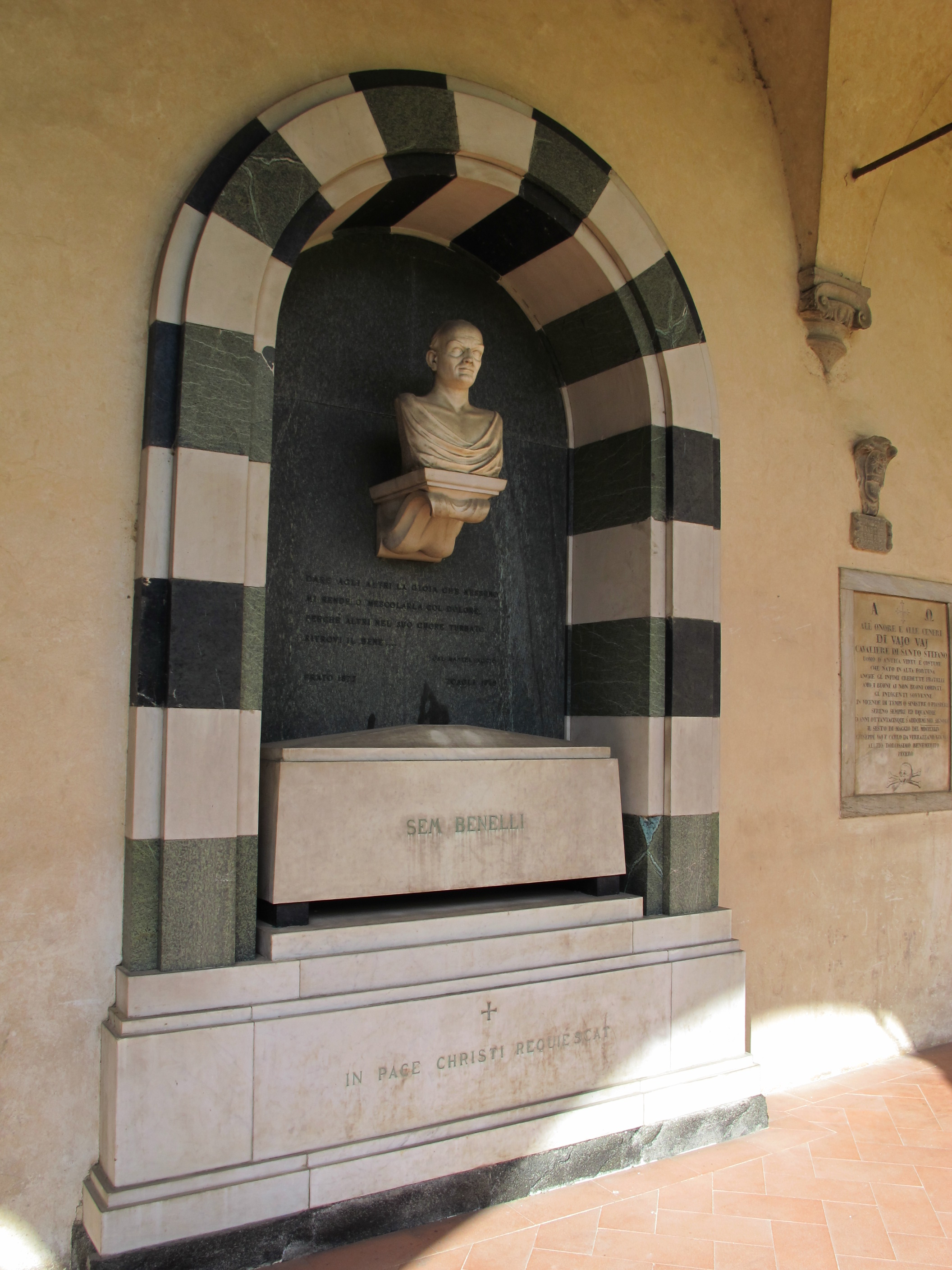
Бюст С. Бенелли в Прато

Написал 5 киносценариев.

## Избранные произведения
- Ferdinando Lasalle, 1902
- La terra, 1903
- Vita Gaia, 1904
- Il mantellaccio (либретто)
- La morale di Casanova, 1906
- Il sogno di Alma (либретто, 1907)
- Tignola (комедия, 1908)
- La maschera di Bruto, 1908
- Le cena delle beffe (ит., драма, 1909, 1924)
- L’amore dei tre re (трагедия, 1910, 1913)
- Il Mantellacio (драма, 1911)
- Rosmunda (драма, 1911)
- La gorgone (драма, 1913)
- Le nozze dei centauri (драма, 1915)
- Ali (драма, 1921)
- La santa primavera, 1923
- L’amorosa tragedia (драма, 1925)
- Il vezzo di perle (комедия, 1926)
- Con le stelle, 1927
- Orfeo e Proserpina (драма, 1929)
- Fiorenza (драма, 1930)
- Eroi (драма, 1931)
- Madre Regina (драма, 1931)
- Adamo ed Eva (комедия, 1932)
- Caterina Sforza, 1934
- Il ragno (комедия, 1935)
- L’elefante (комедия, 1937)
- L’orchidea (комедия, 1938)
- La festa, 1940
- L’incantesimo (либретто, 1943)
- Paura (драма, 1947)
- Oro vergine, 1949